# Antonio da Sangallo der Jüngere

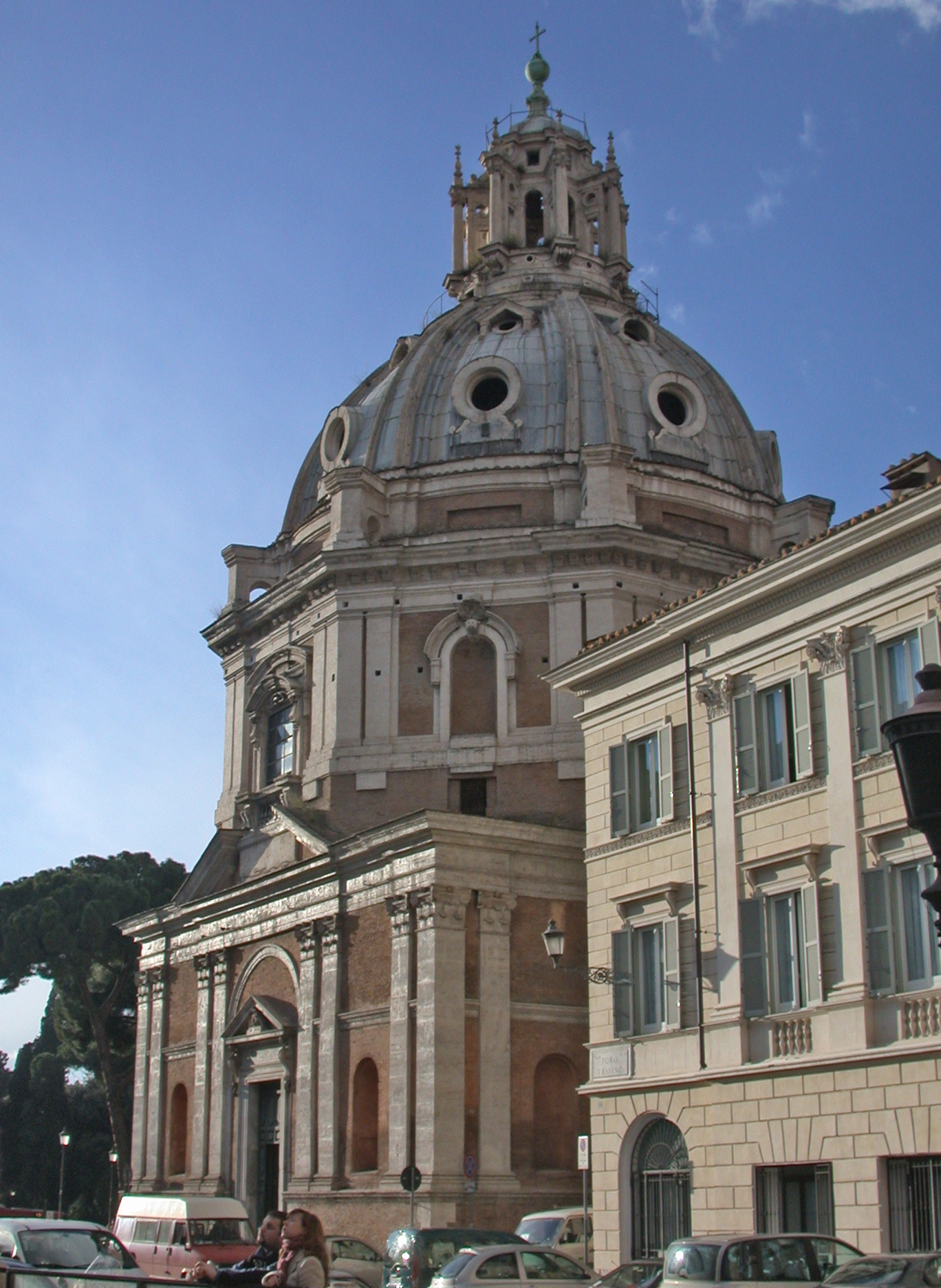
Santa Maria di Loreto (Rom) von Antonio da Sangallo dem Jüngeren. Kuppel von Giacomo del Duca

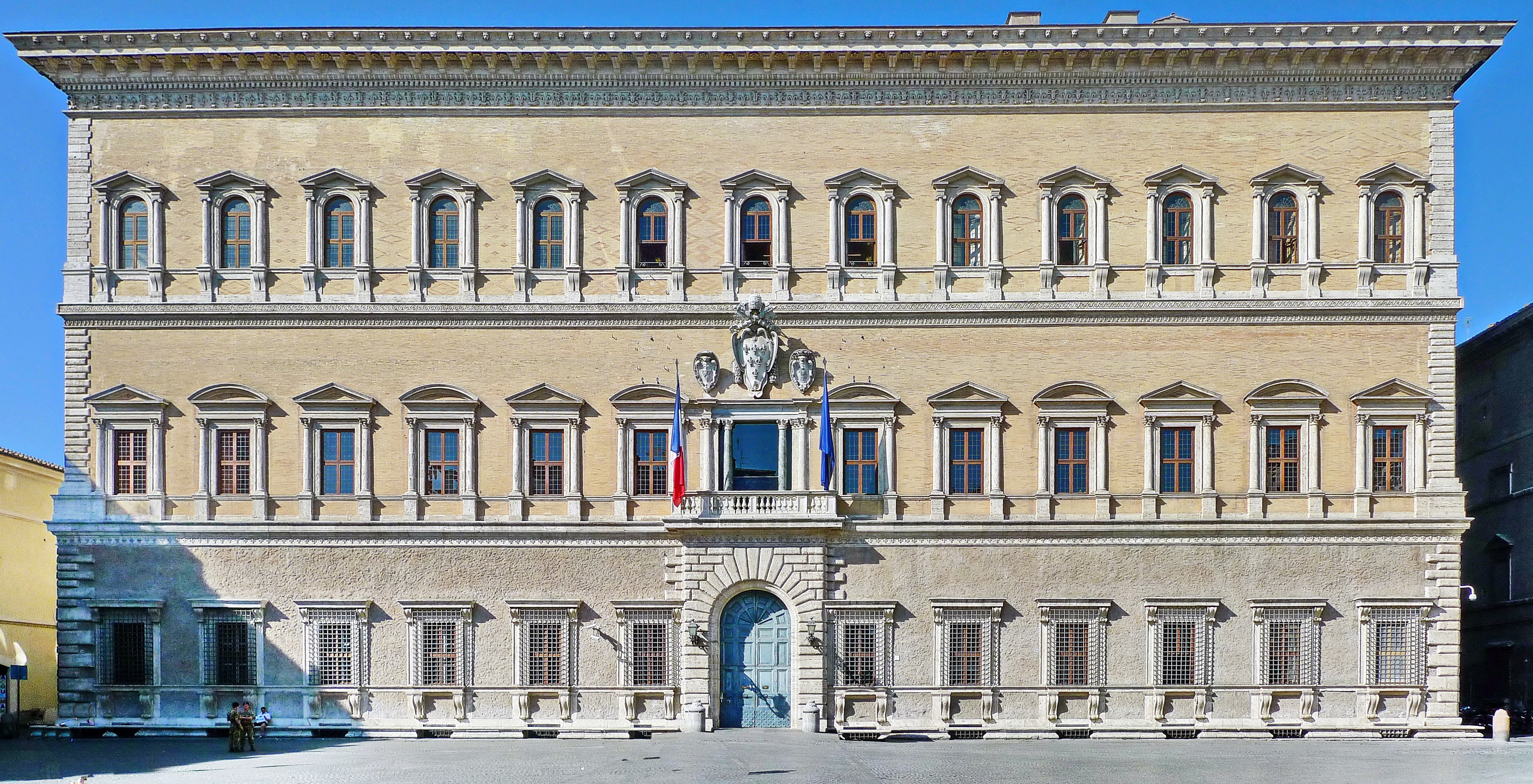
Palazzo Farnese von Antonio da Sangallo dem Jüngeren, vollendet von Michelangelo

Antonio da Sangallo der Jüngere (eigentlich Antonio di Bartolomeo Cordini, * 12. April 1484 in Florenz; † 3. August 1546 in Terni) war ein italienischer Architekt und Festungsbaumeister der Renaissance.

## Leben
Sangallo stammte aus einer berühmten Architektenfamilie und war der Neffe von Antonio da Sangallo dem Älteren sowie von Giuliano da Sangallo. 1503 folgte er Giuliano da Sangallo nach Rom, wo er später die Gunst verschiedener Päpste genoss. Er war zunächst Mitarbeiter von Raffael und Donato Bramante, der ihn bei der Ausführung der Kuppelpfeiler von St. Peter in Rom beschäftigte.
Seit 1520 arbeitete er als selbständiger Architekt und wurde nach dem Tod Raffaels dessen Nachfolger als Baumeister an St. Peter. Ab 1539 arbeitete er dort als leitender Architekt. Er war einer der angesehensten und meistbeschäftigten Architekten Roms.
Sangallos Bauten präsentierten sich im Stil der Hochrenaissance, zeigten aber erste Merkmale des Frühbarocks. Seine Pläne für den Palazzo Farnese konzipierten diesen als ersten Stadtpalast mit einer einachsigen Ausrichtung. Die Gestaltung seines Innenhofs zählt zu den bedeutendsten Leistungen der italienischen Renaissance-Architektur.

## Bauten
(unvollständig)
- Santa Maria di Monserrato in Rom, ab 1518
- Santa Maria di Loreto in Rom, ab 1522
- Fortezza da Basso in Florenz, 1534
- Palazzo Farnese in Rom, begonnen 1534.
- Cappella Paolina im Vatikan (1534–40), Entwurf der Innenräume
- Santo Spirito in Sassia in Rom, 1538–45
- Rocca Paolina in Perugia, 1540–1543
- Palazzo Sacchetti in Rom, (begonnen 1542)
- Scala Regia zwischen Petersdom und Sixtinischer Kapelle
- Santa Maria sopra Minerva Umbau der Hauptchorkapelle
- Pozzo di San Patrizio (grosses Brunnenbauwerk in Orvieto), 1537